# Concursul Muzical Eurovision Junior 2020
Concursul muzical Eurovision Junior 2020 a fost a 18-a ediție a concursului găzduit la Varșovia. După a doua victorie a Poloniei, țara s-a oferit din nou să fie gazda. Gazdele și actele de intervale au fost transmise live de la Varșovia, dar spectacolele au fost înregistrate în prealabil în diferite studiouri din țările participante, ca urmare a pandemiei de coronavirus. Franța a câștigat competiția pentru prima dată, fiind reprezentată de Valentina cu piesa "J'imagine".

## Rezultatele obținute
| Nr. | Țară          | Artist              | Muzică                | Traducere                | Limbă               | Loc | Puncte | Locul înregistrării |
| --- | ------------- | ------------------- | --------------------- | ------------------------ | ------------------- | --- | ------ | ------------------- |
| 1   | Germania      | Susan Oseloff       | „Stronger with You”   | „Mai puternică cu tine”  | germană, engleză    | 12  | 66     | Hamburg             |
| 2   | Kazahstan     | Karakat Bașanova    | „Forever”             | „Pentru totdeauna”       | kazahă, engleză     | 2   | 152    | Almaty              |
| 3   | Țările de Jos | Unity               | „Best Friends”        | „Cele mai bune prietene” | olandeză, engleză   | 4   | 132    | Aalsmeer            |
| 4   | Serbia        | Petar Aničić        | „Heartbeat”           | „Bătaia inimii”          | sârbă, engleză      | 11  | 85     | Varșovia            |
| 5   | Belarus       | Arina Pehtereva     | „Aliens”              | „Extratereștri”          | rusă, engleză       | 5   | 130    | Minsk               |
| 6   | Polonia       | Ala Tracz           | „I’ll Be Standing”    | „Voi sta în picioare”    | poloneză, engleză   | 9   | 90     | Varșovia            |
| 7   | Georgia       | Sandra Gadelia      | „You Are Not Alone”   | „Nu ești singur”         | georgiană, engleză  | 6   | 111    | Tbilisi             |
| 8   | Malta         | Chanel Monseigneur  | „Chasing Sunsets”     | „Urmez apusuri”          | engleză             | 8   | 100    | Varșovia            |
| 9   | Rusia         | Sofia Feskova       | „Moi novîi den”       | „Noua mea zi”            | rusă, engleză       | 10  | 88     | Moscova             |
| 10  | Spania        | Soleá               | „Palante”             | „Înainte”                | spaniolă            | 3   | 133    | Madrid              |
| 11  | Ucraina       | Oleksandr Balabanov | „Vidkrîvai (Open Up)” | „Deschide”               | ucraineană, engleză | 7   | 106    | Varșovia            |
| 12  | Franța        | Valentina           | „J’imagine”           | „Îmi imaginez”           | franceză            | 1   | 200    | Paris               |

| Rezultatele juriului și votul online | Rezultatele juriului și votul online | Rezultatele juriului și votul online | Rezultatele juriului și votul online | Rezultatele juriului și votul online |
| Loc                                  | Juriu                                | Puncte                               | Online                               | Puncte                               |
| ------------------------------------ | ------------------------------------ | ------------------------------------ | ------------------------------------ | ------------------------------------ |
| 1                                    | Franța                               | 88                                   | Franța                               | 112                                  |
| 2                                    | Kazahstan                            | 83                                   | Spania                               | 73                                   |
| 3                                    | Belarus                              | 73                                   | Kazahstan                            | 69                                   |
| 4                                    | Georgia                              | 69                                   | Țările de Jos                        | 64                                   |
| 5                                    | Țările de Jos                        | 68                                   | Belarus                              | 57                                   |
| 6                                    | Spania                               | 60                                   | Ucraina                              | 54                                   |
| 7                                    | Ucraina                              | 52                                   | Serbia                               | 50                                   |
| 8                                    | Malta                                | 51                                   | Malta                                | 49                                   |
| 9                                    | Polonia                              | 46                                   | Polonia                              | 44                                   |
| 10                                   | Rusia                                | 44                                   | Rusia                                | 44                                   |
| 11                                   | Serbia                               | 35                                   | Georgia                              | 42                                   |
| 12                                   | Germania                             | 27                                   | Germania                             | 39                                   |

| Rezultatul voturilor online | Rezultatul voturilor online | Rezultatul voturilor online | Rezultatul voturilor online |
| Loc                         | Țără                        | Vot                         | Puncte                      |
| --------------------------- | --------------------------- | --------------------------- | --------------------------- |
| 1                           | Franța                      | ~723,099                    | 112                         |
| 2                           | Spania                      | ~471,306                    | 73                          |
| 3                           | Kazahstan                   | ~445,481                    | 69                          |
| 4                           | Țările de Jos               | ~413,199                    | 64                          |
| 5                           | Belarus                     | ~368,006                    | 57                          |
| 6                           | Ucraina                     | ~348,637                    | 54                          |
| 7                           | Serbia                      | ~322,812                    | 50                          |
| 8                           | Malta                       | ~316,356                    | 49                          |
| 9                           | Polonia                     | ~284,075                    | 44                          |
| 9                           | Rusia                       | ~284,075                    | 44                          |
| 10                          | Georgia                     | ~271,162                    | 42                          |
| 11                          | Germania                    | ~251,793                    | 39                          |
| Total                       | Total                       | ~4,500,000                  | 697                         |

## Alte țări

### Țări care au participat în 2019, dar s-au retras în 2020
- Albania
- Armenia
- Australia
- Republica Macedonia
- Irlanda
- Italia
- Portugalia
- Țara Galilor